# Оболенский, Иван Владимирович Лыко
Иван Владимирович Оболенский по прозвищу Лыко († после 1507) — князь, русский военный и государственный деятель, наместник и воевода на службе у московского князя Ивана III Васильевича. Сын князя Владимира Ивановича Оболенского. Родоначальник ветви князей Лыковых-Оболенских.

## Биография
Псковичи просили великого князя дать им Ивана Владимировича в наместники, но получили другого (май 1477).
В 1478 году участвовал в походе великого князя московского Ивана III Васильевича на Великий Новгород, находясь в отряде удельного князя Андрея Васильевича Меньшого. Назначен наместником в Великие Луки (1479). Притеснял и грабил местных жителей. Многие жители убежали за границу, а другие жаловались Ивану III. Тот назначил суд, который присудил вернуть неправильно отнятое имущество.
Не стерпев обиды князь Иван Владимирович решил перейти на службу к волоцкому князю Борису Васильевичу, надеясь на его защиту. Иван III требовал от князя Бориса Васильевича выдачи Лыко, а когда тот отказался, послал своего наместника в Боровске Василия Образца, который захватил Лыко в его имении и в кандалах доставил в Москву к Ивану III.
Однако Лыко был прощён и уже в 1483 году был послом великого князя московского Ивана III Васильевича к крымскому хану Менгли Гирею. В 1487 году он участвует в походе на Вятку. В 1488 году он защищал Великий Устюг от вятчан. В 1489 году был первым воеводой двинского ополчения в новом походе на Вятку, в результате которого она была покорена. 
В 1492 году он второй наместник в Новгороде. В 1493 году во время войны с Литвой ходил 1-м воеводою полка левой руки на Мезецк и Серпейск. В феврале 1494 года он присутствовал на приёме литовского посольства.
В 1494 году — воевода в Тарусе, в августе 1495 — августе 1497 годов — наместник в Новгороде. В 1500 году его сыновья Василий, Фёдор и Михаил Ивановичи присутствовали на свадьбе боярина князя Василия Даниловича Холмского. В 1502 году участвовал в походе на Великое княжество Литовское. В 1507 году — снова в Вятке.

## Дети
- Василий Иванович Лыков-Оболенский
- Михаил Иванович Лыков-Оболенский
- Фёдор Иванович Лыков-Оболенский
- Иван Иванович Жила Лыков-Оболенский
- Иван Белоглазый Лыков-Оболенский, родоначальник ветви Белоглазовых-Лыковых